# Чокро Луи Гялцен
Чокро Луи Гялцен (на тибетски: ཅོག་རོ་ཀླུའི་རྒྱལ་མཚན) е тибетски будистки деец и преводач.
Той е един от 25-те главни ученици на Падмасамбхава. Работи много близо с великите индийски учители Вималамитра, Джнанагарбха, Джинамитра и Сурендрабодхи. Той е много важен за продължаването на линията Виная (монашеска линия) в Тибет. След като постига просветление в Чивори в Централен Тибет, Чокро Луи Гялцен помога на Падмасамбхава при преписването и скриването на терма съкровищата. Заедно с индийския пандит Джинамитра превежда на тибетски „Виная“. Великият тертон Карма Лингпа (XIV век) е смятан за превъплъщение на този велик учител.